# Rathaus Spandau (métro de Berlin)
Rathaus Spandau est la station souterraine terminus de la ligne 7 du métro de Berlin (U7). Elle est située à l'ouest du centre-ville de Berlin, sous la place devant la mairie de Spandau (Rathaus Spandau) éponyme, dans le quartier de Spandau et l'arrondissement de Spandau.
Conçue par Rainer G. Rümmler, elle est mise en service en 1984. Elle est exploitée par Berliner Verkehrsbetriebe (BVG). Elle est accessible par escaliers, et ascenseurs. Elle dessert la gare de Berlin-Spandau.

## Situation
Sur le réseau du Métro de Berlin la station souterraine de Rathaus Spandau est le terminus ouest de la ligne 7 après la station Altstadt Spandau (à 763 m).
Géographiquement la station terminus Rathaus Spandau est située sous l'Altstädter Ring, à côté de l'Hôtel de ville (Rathaus Spandau) et de la gare de Berlin Spandau, dans le quartier Spandau et l'arrondissement de Spandau,.

## Histoire
Mise en service le 1er octobre 1984 lors de l'ouverture au service du prolongement de la ligne 7 du métro de Berlin depuis la station Rohrdamm.
Conçue par l'architecte Rainer G. Rümmler elle présente des dimensions monumentales avec deux plates-formes centrales. Les deux quais extérieurs ont été créés pour desservir une extension de la ligne 2 (non réalisée). Cet ensemble a nécessité sept années de travaux entre 1977 et 1984. La décoration est composée d'une alternance de gris et de blanc réalisée en mosaïque.

## Service des voyageurs

### Accueil
La station  Rathaus Spandau est une station souterraine accessible par des accès équipés d'escaliers ou d'ascenseurs. Ces accès permettent notamment des liens directs avec le parvis de la gare ferroviaire et l'Hôtel de Ville. Elle est située dans la zone tarifaire B.

### Desserte
La station est desservie par les rames de la ligne 7 du métro de Berlin. Les horaires et les fréquences de passage sont à consulter sur le site de l'exploitant (voir lien externe en bas de page).

### Intermodalité
Important centre multimodal, les abords de la gare disposent notamment de parkings, d'une gare ferroviaire et de plusieurs arrêts permettant des correspondances avec de nombreuses lignes de bus (M32, M37, M45, X33, 130, 134, 135, 136, 137, 236, 237, 337, 638, 639, 671, N30 et N34).